# Toskičtina

Mapa albánských dialektů, výskyt toskičtiny vyznačen červeno-oranžovou škálou

Toskičtina je jedním ze dvou hlavních dialektů albánštiny. Druhým je gegština. Toskičtinou se mluví v jižní oblasti Albánie, jižně od řeky Shkumbini. Mluvčí se nazývají Toskové. Spisovná albánština, tak jak byla kodifikována roku 1972, je více méně upravenou formou toskičtiny. Do 19. století se toskičtina psala abecedou, jež byla odvozena z řecké. Roku 1918 však byla vytvořena abeceda, která je upravenou latinkou. Ta se užívá dodnes. Tak jako gegština je i toskičtina indoevropský jazyk, byť v otázce jejich původu je stále mnoho nejasností.

## Vzorový text

### Všeobecná deklarace lidských práv
| toskicky | Të gjithë njerëzit lindin të lirë dhe të barabartë në dinjitet dhe në të drejta. Ata kanë arsye dhe ndërgjegje dhe duhet të sillen ndaj njëri tjetrit me frymë vëllazërimi. |
| česky    | Všichni lidé se rodí svobodní a sobě rovní co do důstojnosti a práv. Jsou nadáni rozumem a svědomím a mají spolu jednat v duchu bratrství.                                  |